# Batman, Turcia
Batman este un oraș în partea de SE a Turciei. Este reședința provinciei Batman.